# 約翰·納皮爾
約翰·納皮爾，也译作耐普尔（1550年2月1日—1617年4月4日），是蘇格蘭數學家、物理學家兼天文學家。他最為人所熟知的是發明對數，以及滑尺的前身──納皮爾的骨頭計算器。而且他對小數點的推廣也有貢獻。納皮爾出生地在蘇格蘭爱丁堡的默奇斯顿塔，現在是愛丁堡納皮爾大學的一部分。

## 數學貢獻
納皮爾在數學與工程界之外並不很出名，但他在數學應用上的貢獻則無庸置疑。對數使得手算變得簡單而且快多了，也因此為後來許多科學進步開啟了大門。他的著作《極好用對數表的一個描述》（或译作《奇妙的对数规律的描述》）總共有三十七頁的解釋和九十頁的對數表，對於後來的天文學、力學、物理學、占星學的發展都非常重要。

## 其他發明
納皮爾的發明並不侷限於對數。Rabdologiae是他發表的另一本論文，裡面討論一種計算乘法的簡便方法，並且介紹了後來被稱為「納皮爾棒」或「納皮爾的骨頭」的計算器。在附錄裡面他解釋了另外一種用金屬片計算乘法和除法的方法，這是機械計算器滑尺的直接祖先。
另外一個很有用的概念是後來被稱為奈培球或奈培五角形的數學記憶法，它被用來幫助記憶球面三角裡面的公式。
與他同一時代的人還提到許多「秘密發明」，包括一種圓形的駕駛戰車，可算是現代坦克車的古早版本。還有能夠把敵方戰船焚毀的大型鏡子，潛水艇，和可以把所有敵兵全部殺光的大砲。

## 神學和神秘学
納皮爾把他的數學天赋也用到神學上面去，纳皮尔从他在圣安德鲁斯圣萨尔瓦多学院的学生时代就对启示录感兴趣。在克里斯托弗·古德曼布道的影响下，他发展出强烈的反教皇倾向，甚至在他的一些著作中说教皇額我略十三世是敌基督者。纳皮尔根據啟示錄預言世界末日，相信世界末日將在1688年或者1700年到來。
纳皮尔的一些邻居指责他是一名巫师并与魔鬼勾结，认为他在书房中度过的所有时间都是用来学习巫术。除了他的数学和宗教兴趣外，纳皮尔还经常被视为魔术师，并被认为涉足炼金术和通灵术。据说他会带着一只装在小盒子里的黑色蜘蛛四处逛街，而他还有一只黑公鸡作为他的使魔。不過在那個時代，有科學方面才能的人常常被指控为巫师而沒有任何根據。据报道，纳皮尔所做的另一件事在当地人看来可能很神秘，那就是纳皮尔将鸽子从他的庄园中带走，因为它们正在吃他的谷物。纳皮尔通过在整个田野中撒上掺有酒精的谷物来捕捉鸽子，然后在鸽子喝醉而无法飞走时捕捉它们。
纳皮尔逝世後埋葬在愛丁堡的圣卡斯伯特教堂。羅伯特·納皮爾是他的兒子。

## 榮譽
月球上納皮爾环形山、英国愛丁堡納皮爾大學、电学裡面有個很少用到的單位名稱奈培等等，都是為了紀念約翰·納皮爾而命名的。

## 著作
- 《Mirifici logarithmorum canonis descriptio》（1614年）
- 《Rhabdologia》（1617年）

## 外部連結
- 約翰·J·奧康納; 埃德蒙·F·羅伯遜, ,  （英语）
- 納皮爾骨頭的解釋
- 生平簡介和他的對數原作翻譯
- Intro to Spherical Trig. （页面存档备份，存于） 討論包括奈培球和納皮爾滑尺
- New Scotsman article （页面存档备份，存于）